# 遠隔操縦観測システム
遠隔操縦観測システム（FFOS）
特科教導隊第303観測中隊の機体
- 用途：観測
- 分類：無線操縦ヘリコプター
- 製造者：富士重工業（現・SUBARU）
- 運用者： 日本（陸上自衛隊）
- 初飛行：2004年1月28日
- 運用状況：運用中

遠隔操縦観測システム（えんかくそうじゅうかんそくシステム）は、主に陸上自衛隊で使用されている、無人偵察機を主体とした観測システムである。
略称のFFOSは、開発時仮称の頭文字である“Flying Forward Observation System（飛行式前線観測装置）”に由来する。

## 概要
主にラジオコントロール式の無人ヘリコプター（無線操縦ヘリコプター）を使用し、空中から広範囲の情報を収集するためのシステムである。
開発当初は空中よりの偵察および火砲の弾着観測に用いることを主眼とした装備であったが、災害やテロの現場確認などの事態にも転用が可能であり、配備後は幅広く総合的に情報を収集するための装備としての運用が主眼とされている。
2007年（平成19年）度からは、改良型の無人偵察機システム（FFRS：Flying Forward Reconnaissance System）の配備に移行している。
システムの中核である無人機（無人ヘリコプター）は設計の一部を共用した民間型が気象庁でも火山観測用として利用されており、海上保安庁でも不審船対策として導入が検討されている。

## 開発

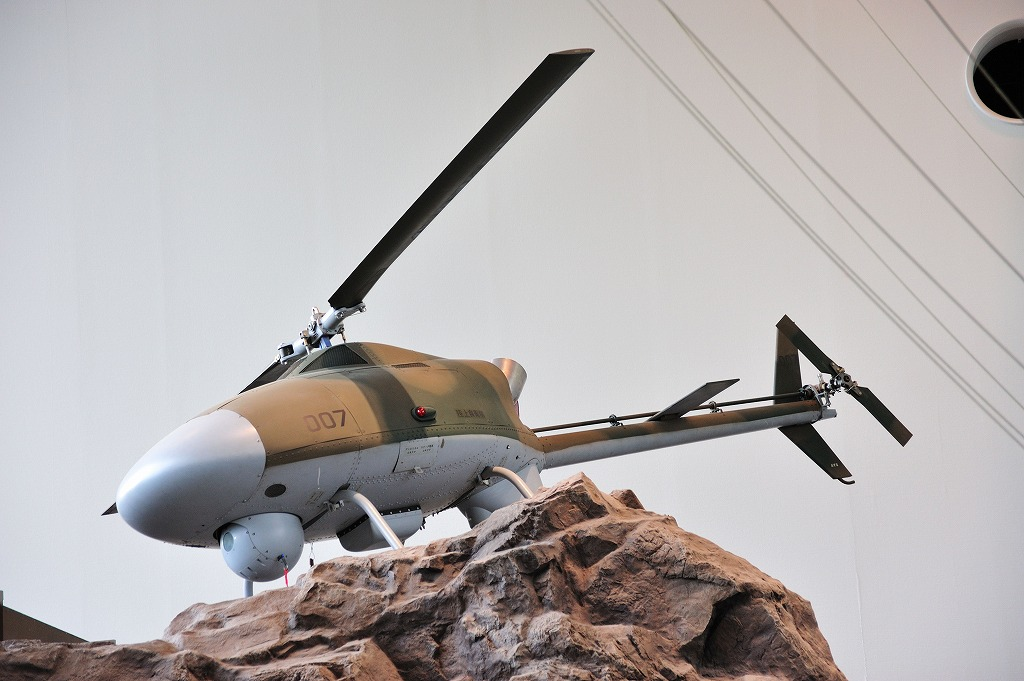
陸上自衛隊広報センターに展示されているFFOSの試作機

富士重工業が主契約企業となり、1988年（昭和63年）より技術研究本部（技本）による研究試作と共同開発が行われた。墜落事故等が発生するなど、開発は難航したが、1996年（平成8年）度に開発が終了し、陸上自衛隊と富士重工業などによる実用試験が続けられた。
1996年（平成8年）のUS-1A改・試作製造分担の決定等に際し、富士重工業が希望する担当部位を有利にしてもらうために当時の防衛庁（現 防衛省）政務次官に接触、報酬として500万円が授受された事が発覚、1998年（平成10年）末に富士重工業の会長と前専務、元政務次官が贈収賄容疑で逮捕、起訴され、後に執行猶予付き有罪判決を受けた。同年12月15日に防衛庁は制裁措置として、「真に止むを得ない物」を除いて富士との取引を1年間停止し、本機の研究開発と予算獲得も見送るとした。

## 改善型
2003年（平成15年）度から2006年（平成18年）度まで、遠隔操縦観測システムのデータリンク距離と航続距離を向上させた無人偵察機システム（FFRS）の開発が行われ、2007年（平成19年）度予算から取得が始まっている。防衛省では新システムの無人機の行動半径を百数十キロから数百キロとしている。

## 配備
2001年（平成13年）度から量産機の調達が開始された。量産初号機は2004年（平成16年）1月28日に初飛行した。量産初号機は、西部方面特科隊第302観測中隊（空中標定小隊が運用）に配備されていた（2023年（令和5年）3月15日部隊が廃止）。
配備部隊は、遠隔操縦観測システムが特科教導隊の観測中隊に、無人偵察機システムは情報科部隊の方面情報隊隷下の無人偵察機隊に装備され、偵察および火砲の空中標定等に用いられる。

### 遠隔操縦観測システムの装備部隊
富士学校
- 富士教導団
  - 特科教導隊（富士駐屯地）
    - 観測中隊
      - 空中標定小隊

### 無人偵察機システムの装備部隊
北部方面隊
- 北部方面情報隊
  - 北部方面無人偵察機隊（静内駐屯地）

中部方面隊
- 中部方面情報隊
  - 中部方面無人偵察機隊（今津駐屯地）

西部方面隊
- 西部方面情報隊
  - 西部方面無人偵察機隊（飯塚駐屯地）

## 構成

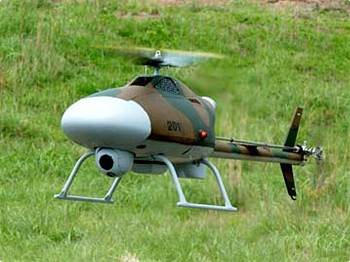
無人機

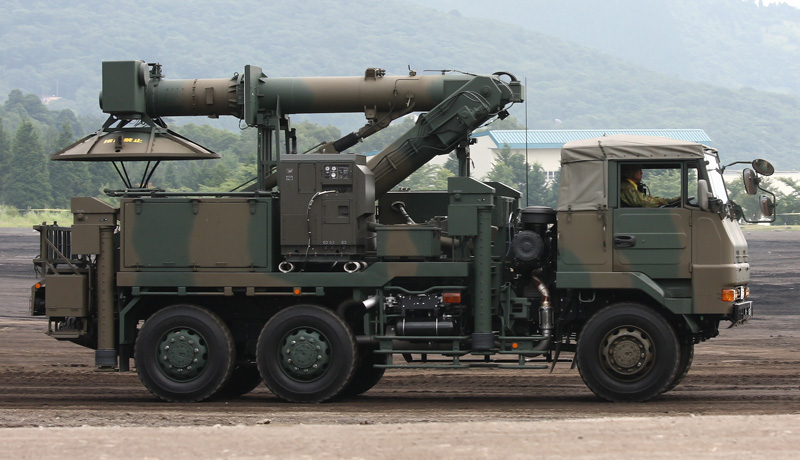
追随装置

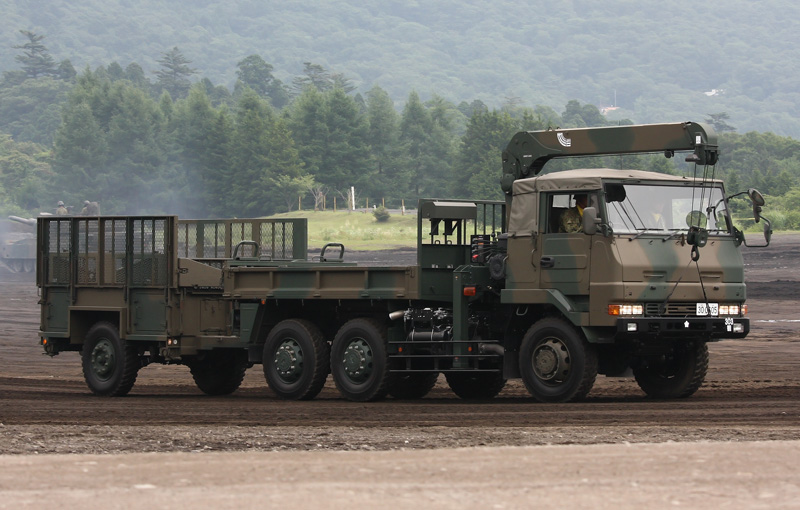
機体運搬装置（画像では機体は搭載していない）

システムは可視・赤外線カメラを搭載した単発タービンエンジン無人ヘリコプターと、飛行管制、データ送受信・処理、整備などの地上装置からなるシステムで、完全自動飛行により遠距離観測の任務を遂行することができる。
地上装置は、車載した統制装置、追随装置、簡易追随装置、発進・回収装置、整備支援装置、機体運搬車両や作業車などから構成され、運用には作業機付きの73式大型トラック、通信のための車両など6台ほどの車両が必要となる。一部はけん引式で、無人機（無人ヘリコプター）の輸送にはけん引式の専用の車両が使用される。
プログラムによって離着陸を含めた完全自律飛行を行い、敵地上空から索敵や弾着観測を行い、リアルタイムで画像を取得・伝送することが出来る。榴弾砲車や多連装ロケットシステムの射程をカバーできるよう50km以上の縦深観測能力を持つとみられ、航続時間は3時間以上に及ぶ。機体はセミモノコック構造で複合材を多用し、軽量化されている。昼夜間・悪天候でも観測が可能であり、システムはユニット化されているため、短時間での着脱が可能。搭載されたセンサー等の機器には自爆装置が備わっており、秘匿性を確保している。

### 構成要素
- 無人機
- 統制装置
- 追随装置
- 簡易追随装置
- 発射装置
- 機体点検装置
- 機体運搬装置

## 性能・主要諸元
無人ヘリコプター（FFOS）
- 全長：3.8m
- 全幅：1.2m
- 全高：1.3m
- 全備重量：275kg
- 超過禁止速度：約135km/h
- 実用上昇高度：2,500m

無人偵察機システム（FFRS）
- 全長：5.5m
- 全幅：1.3m
- 全備重量：285kg

## 民間型
本システムの無人機は富士重工業が1994年（平成6年）から開発し、1998年（平成10年）から生産・販売を開始したRPH-2無人ヘリコプターと部分的に設計を共用しており、RPH-2には本システムの開発結果を反映したRPH-2Aと呼ばれる発展型も存在している。
RPH-2、RPH-2Aは農薬散布等の用途に使用されている他、官公庁にも納入され前述のように火山観測用や監察用としても使用されている。

## 登場作品

### 映画
『シン・ゴジラ』
東京駅で活動停止中のゴジラを偵察するが、光線によって撃墜される。作中に登場するのは同機が撮影した映像のみ。

### アニメ
『ゴジラ S.P ＜シンギュラポイント＞』
第8話に登場。蛹状の姿となって築地公園に鎮座するゴジラアンフィビアの調査に使用される。

### 小説
『ゲート 自衛隊 彼の地にて、斯く戦えり』
異世界に派遣された自衛隊の装備の1つとして登場。暗殺者の追跡に使用される。
アニメ版では、特地の来賓が宿泊する箱根の温泉宿「山海楼閣」周辺を飛行する姿が描かれている。